# Patinação artística na Universíada de Inverno de 2013 - Individual masculino
A competição individual masculino da patinação artística na Universíada de Inverno de 2013 foi realizada na Trento Ghiaccio Arena, em Trentino, Itália. O programa curto foi disputado no dia 11 de dezembro e a patinação livre no dia 12 de dezembro.

## Medalhistas
| Ouro   | CHN Song Nan        |
| Prata  | RUS Gordei Gorshkov |
| Bronze | JPN Akio Sasaki     |

## Resultados

### Geral
| Medalha de ouro                      | Song Nan            | China            | 220.70 | 81.56 (1)  | 139.14 (2)  |
| Medalha de prata                     | Gordei Gorshkov     | Rússia           | 213.52 | 70.73 (2)  | 142.79 (1)  |
| Medalha de bronze                    | Akio Sasaki         | Japão            | 203.66 | 67.69 (6)  | 135.97 (3)  |
| 4                                    | Zhan Bush           | Rússia           | 200.16 | 66.50 (8)  | 133.66 (4)  |
| 5                                    | Moris Kvitelashvili | Rússia           | 189.76 | 69.40 (5)  | 120.36 (7)  |
| 6                                    | Ronald Lam          | Hong Kong        | 187.67 | 65.51 (9)  | 122.16 (6)  |
| 7                                    | Wang Yi             | China            | 186.98 | 67.29 (7)  | 119.69 (8)  |
| 8                                    | Kim Min-Seok        | Coreia do Sul    | 185.80 | 59.53 (14) | 126.27 (5)  |
| 9                                    | Guan Jinlin         | China            | 185.69 | 69.45 (4)  | 116.24 (11) |
| 10                                   | Viktor Romanenkov   | Estônia          | 182.84 | 64.35 (10) | 118.49 (9)  |
| 11                                   | Igor Reznichenko    | Ucrânia          | 180.51 | 62.65 (12) | 117.86 (10) |
| 12                                   | Abzal Rakimgaliev   | Cazaquistão      | 178.63 | 64.00 (11) | 114.63 (13) |
| 13                                   | Yoji Tsuboi         | Japão            | 176.90 | 69.47 (3)  | 107.43 (17) |
| 14                                   | Stéphane Walker     | Suíça            | 176.26 | 62.48 (13) | 113.78 (14) |
| 15                                   | Pavel Ignatenko     | Bielorrússia     | 170.77 | 54.70 (18) | 116.07 (12) |
| 16                                   | Mikhail Karaliuk    | Bielorrússia     | 166.50 | 59.22 (15) | 107.28 (18) |
| 17                                   | Javier Raya         | Espanha          | 165.37 | 55.20 (17) | 110.17 (15) |
| 18                                   | Paolo Bacchini      | Itália           | 164.47 | 57.45 (16) | 107.02 (19) |
| 19                                   | Pavel Kaška         | República Tcheca | 162.34 | 54.63 (19) | 107.71 (16) |
| 20                                   | Jui-Shu Chen        | Taipé Chinesa    | 151.61 | 54.33 (20) | 97.28 (21)  |
| 21                                   | Saverio Giacomelli  | Itália           | 149.26 | 51.87 (23) | 97.39 (20)  |
| 22                                   | Ali Demirboğa       | Turquia          | 143.04 | 51.84 (24) | 91.20 (22)  |
| 23                                   | Jordan Ju           | Taipé Chinesa    | 139.91 | 51.95 (22) | 87.96 (23)  |
| 24                                   | Andrew Dodds        | Austrália        | 130.17 | 52.50 (21) | 77.67 (24)  |
| Não avançaram para a patinação livre |                     |                  |        |            |             |
| 25                                   | Mario-Rafael Ionian | Áustria          | —      | 50.06 (25) |             |
| 26                                   | Maurizio Zandron    | Itália           | —      | 48.10 (26) |             |
| 27                                   | Mark Webster        | Austrália        | —      | 47.66 (27) |             |
| 28                                   | Felipe Montoya      | Espanha          | —      | 47.61 (28) |             |
| 29                                   | Manuel Koll         | Áustria          | —      | 45.48 (29) |             |
| 30                                   | Florian Lejeune     | França           | —      | 44.13 (30) |             |
| 31                                   | Jordan Dodds        | Austrália        | —      | 41.41 (31) |             |
| 32                                   | Suchet Kongchim     | Tailândia        | —      | 32.68 (32) |             |
| WD                                   | Denis Ten           | Cazaquistão      | —      | — (WD)     |             |

Legenda
| Recorde mundial      | Recorde mundial (World record)               |                       | Recorde africano                      | Recorde africano (African) |                                           | Q | Classificado por posição (Qualified) |
| Recorde olímpico     | Recorde olímpico (Olympic record)            | Recorde da América    | Recorde da América (Americas)         | q                          | Classificado por melhor tempo (Qualified) |   |                                      |
| Melhor marca do ano  | Melhor marca do ano (World leading)          | Recorde asiático      | Recorde asiático (Asian)              | DNS                        | Não largou (Did not start)                |   |                                      |
| Recorde nacional     | Recorde nacional (National record)           | Recorde europeu       | Recorde europeu (European)            | DNF                        | Não terminou (Did not finish)             |   |                                      |
| Recorde pessoal      | Recorde pessoal do atleta (Personal best)    | Recorde da Oceania    | Recorde da Oceania (Oceania)          | DSQ / DQ                   | Desclassificado (Disqualified)            |   |                                      |
| Recorde da temporada | Recorde da temporada do atleta (Season best) | Recorde sul-americano | Recorde sul-americano (South America) | NM                         | Sem marca (No mark)                       |   |                                      |